# Eddie Calvo
Eddie Baza Calvo (Tamuning, 29 de agosto de 1961) es un político y administrador de empresas guameño. Fue gobernador de Guam desde el 3 de enero de 2011 hasta el 3 de enero de 2019.

## Biografía
Nacido en el municipio de Tamuning del territorio no incorporado estadounidense de Guam en 1961. Es hijo del que también fue gobernador de Guam entre 1979 y 1983 Paul McDonald Calvo y Rosa Herrero Baza, su abuelo paterno era el congresista Eduardo Torres Calvo y su abuelo materno era Antonio Camacho Baza miembro de United States Marshals Service. Eddie Calvo, tras haber realizado sus estudios primarios en su ciudad natal se mudó a California donde en 1979 se graduó en la Saint Francis High School de Mountain View y posteriormente se licenció en administración de empresas por la Notre Dame de Namur University de Belmont. Tras haber finalizado sus estudios universitarios comenzó a trabajar en el sector privado donde llegó a ser gerente general de la empresa de Construcción del Pacífico y vicepresidente de Pepsi en Guam.
A finales de 1990 entró en el mundo de la política ingresando como miembro del Partido Republicano de los Estados Unidos, ocupando su primer cargo en 1998 como senador en el Senado de Guam donde ha sido elegido durante cinco legislaturas y que durante estos años fue Vicepresidente y Presidente interino del Senado. En 2002, se presentó a las elecciones como candidato a Teniente Gobernador de Guam siendo finalmente derrotado. Años más tarde en 2010 anunció públicamente su candidatura a las elecciones como Gobernador de Guam, donde tras la celebración de las Elecciones para gobernador de Guam de 2010 el 4 de septiembre de ese mismo año, consiguiendo derrotar a sus contrincantes y finalmente Eddie Calvo fue investido en sucesión de Félix Pérez Camacho como gobernador de Guam el 3 de enero de 2011.
Eddi Calvo fue un gran colaborador en la campaña republicana liderada por Mitt Romney para las Elecciones presidenciales de Estados Unidos de 2012.

## Vida privada
Está casado con Christine Sonido Calvo, con la que tiene 6 hijos en común: Eddie, Vinson, Rosae, PJ, Melva y Celine.